# Coeliades libeon
Coeliades libeon là một loài bướm ngày thuộc họ Bướm nhảy. Nó được tìm thấy ở châu Phi nhiệt đới, Mozambique, Zimbabwe và là loài di cư không phổ biến đến Nam Phi.
Sải cánh dài 45–52 mm đối với con đực và 50–55 mm đối với con cái. Con trưởng thành bay từ tháng 10 đến tháng 5 ở miền nam châu Phi và trú đông ở các xứ cận nhiệt đới.
Ấu trùng ăn Drypetes (bao gồm Drypetes gerrardii), Cassia và Millettia.